# Mercedes-Benz OM 352
Der Mercedes-Benz OM 352 ist ein Reihensechszylinder-Dieselmotor (OM = Oelmotor) mit Direkteinspritzung der Daimler-Benz AG, der ab 1963 im Mercedes-Benz-Werk Mannheim und ab 1970 von verschiedenen Lizenznehmern in Serie hergestellt wurde. Vorgestellt wurde er 1964 auf dem Genfer Auto-Salon. Ab 1966 war der Motor als OM 352 A auch mit Abgasturbolader lieferbar. Später gab es auch Vielstoffvarianten und aufgeladene Modelle mit Ladeluftkühler. Für die NATO wurde auch ein Fremdzünder (M 352) angeboten. Aufgrund der großen Modellvielfalt der Baureihe OM 352 werden einige Motoren auch als OM 353 und OM 344 bezeichnet. Zum Einsatz kam der Motor überwiegend in mittelschweren Nutzfahrzeugen der Marke Mercedes-Benz, wurde aber auch in Maschinen und Fahrzeugen anderer Marken eingesetzt. Er gilt als sehr zuverlässig und hat große Kraftreserven. Der OM 352 gehört zur kleinen OM-300-Modellfamilie und löste die Vorkammermaschinen der Baureihe OM 322 ab. Rund 30 Jahre lang wurde er für den deutschen Markt hergestellt. Die Einführung neuer Abgasnormen Anfang der 1990er Jahre bedeuteten das Ende des OM 352, dessen Entwicklungspotenzial zu jenem Zeitpunkt weitestgehend ausgeschöpft war. Ende der 1970er-Jahre gehörte er zu den weitverbreitetsten Lkw-Motoren in Deutschland, es entstanden mehr als 300.000 Exemplare.

## Entwicklung und Verfügbarkeit
Die Entwicklung des OM 352 begann Anfang der 1950er Jahre als Nachfolger der Motoren mit Vorkammereinspritzung. Die Vorkammermotoren der Baureihe OM 302 waren in den 1940er Jahren entwickelt worden, kamen aber kriegsbedingt nicht zum Einsatz, erst die Nachfolgebaureihe OM 312 wurde in Serie hergestellt. Um die Leistung weiter zu steigern, wurden die Motoren aufgebohrt und mit neuen Vorkammern versehen, doch erwiesen sich die neuen Motoren der Baureihe OM 322 nicht als standfest, weil die Vorkammern an der Grenze der thermischen Belastbarkeit angelangt waren. Die Entwicklung eines Motors mit Direkteinspritzung hatte bei Daimler-Benz bereits 1956 höchste Priorität. Dazu engagierte Daimler-Benz den bei Leyland beschäftigten Alfred Müller-Berner, der die Entwicklungen leitete. Nach verschiedenen Versuchen wurde der Motor schließlich mit Dralleinlasskanälen, einer mittigen Vierstrahleinspritzdüse und einem zylindrischen Brennraum im Kolben gebaut. Als der Motor serienreif war, gab es zunächst Engpässe in der Motorenproduktion, sodass 1963 nur eine kleine Stückzahl Motoren produziert wurde, die primär in die Lkw-Produktion in Wörth ging. Erst ab Sommer 1964 war der Motor in ausreichender Stückzahl verfügbar. Die ab 1966 angebotenen Ladermotoren haben Lader von Eberspächer, Garrett oder Kühnle, Kopp & Kausch.

## Technik
Der OM 352 ist ein Reihensechszylinder-Viertakt-Dieselmotor mit Direkteinspritzung, Druckumlaufschmierung, OHV-Ventilsteuerung und Wasserkühlung. Sein Hubraum beträgt 5675 cm³. Bei einer Zylinderbohrung von 97 mm und einem Kolbenhub von 128 mm ist der Motor als Langhuber konzipiert, der seine Nennleistung bei 2800/min erreicht. Das Leistungsspektrum reicht von 48 kW als Saugmotor (Unimog 406) bis 127 kW als Ladermotor; die als OM 362 LA bezeichneten Motoren mit zusätzlichem Ladeluftkühler erzielen eine Leistung von 141 kW.

### Kurbelgehäuse
Das Kurbelgehäuse des OM 352 ist aus einer Graugusslegierung hergestellt und besteht aus zwei Teilen, dem unteren Kurbelwellengehäuseteil mit der Ölwanne und dem oberen Teil mit der Zylinderbank und der Nockenwelle. Die Zylinder haben keine Laufbuchsen. Ober- und Unterteil des Kurbelgehäuses sind auf der Höhe der horizontalen Kurbelwellenmitte miteinander verbunden. Auf der Kraftabgabeseite ist an der Stelle des Schwungrades das Gehäuse für die Kupplung angeflanscht. Verschiedene Bauteile wie Ölfiltergehäuse, Lichtmaschine und Anlasser sind außen am Kurbelgehäuse festgeschraubt.

### Kolben und Kurbeltrieb
Die Kolben wurden von Mahle zugeliefert und sind aus Leichtmetall geschmiedet. Sie haben drei Kompressionsringe und zwei Ölabstreifringe und übertragen die Kraft über schräg geteilte Pleuel aus Vergütungsstahl auf die Kurbelwelle. Das Material der Pleuellagerschalen ist Bleibronze, sie sind in eine Stahlstützschale eingefasst. Die Kurbelwelle ist ebenfalls aus Vergütungsstahl hergestellt und geschmiedet, sie ist siebenfach gelagert, die Lagerschalen sind wie die der Pleuelstangen aus Bleibronze hergestellt. Die Kurbelwangen sind mit Gegengewichten versehen, hinter dem Kurbelwellenrad, das die Nockenwelle antreibt, ist ein Schwingungsdämpfer angebracht.

### Zylinderkopf

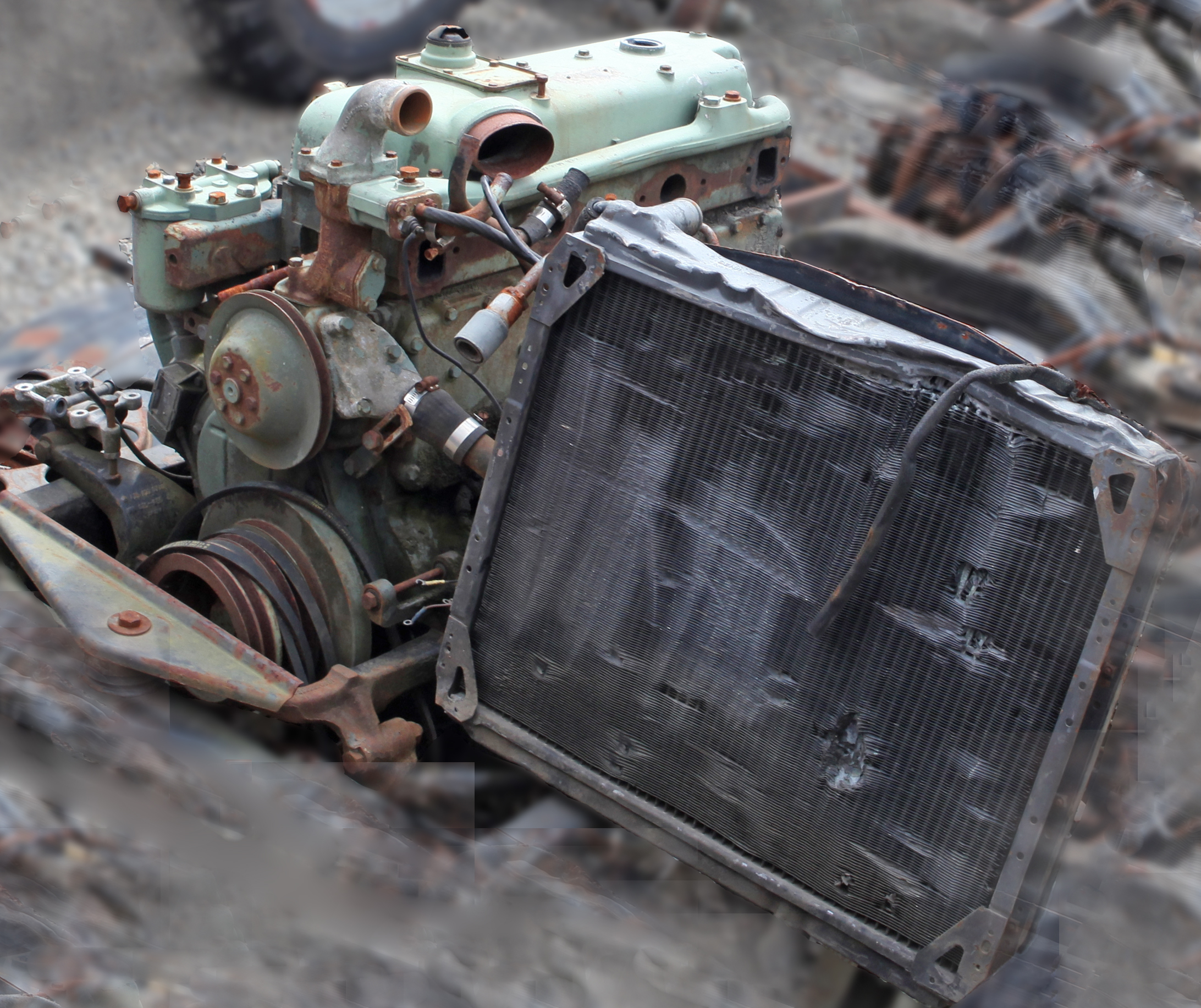
Wrack eines Unimog 425, gut zu sehen ist der Zylinderkopf des OM 352, hier als Laderausführung OM 352 A mit vier Auslässen für die Abgase; der Abgaskrümmer ist entfernt.

Der OM 352 hat einen Zylinderkopf für alle sechs Zylinder, der aus einer Molybdän-Chrom-Gusseisenlegierung hergestellt ist. Die Zylinderkopfdichtung ist aus Asbest. Im Wesentlichen ist der Zylinderkopf in zwei Teile unterteilt, die Ventiltriebseite und das Ansaugrohr, das nicht an den Zylinderkopf angeflanscht, sondern als Teil des Zylinderkopfes ausgebildet ist. Diese Konstruktion gab es schon bei den Daimler-Benz-Vorkammermotoren. Vom Ansaugrohr führen insgesamt sechs paarweise angeordnete Drallkanäle zu den Einlassventilen, neben denen die Auslassventile liegen. Die inneren beiden Zylinderpaare teilen sich je einen Auslasskanal, während die äußeren Zylinder je einen eigenen Auslasskanal haben (siehe Bild rechts). Sie münden unterhalb des Ansaugrohres im Abgaskrümmer, der ein Vierfachkrümmer ist. Blickt man von vorn auf den Motor, so liegen die Kipphebel und Einspritzdüsen links neben dem Ansaugrohr. Die Vierlocheinspritzdüsen liegen innerhalb des Zylinderkopfes und sind in einem Winkel von 30 ° zum Brennraum geneigt. Die bei einem OHV-Motor üblichen Stoßstangen für den Ventiltrieb sind beim OM 352 gegenüber der Auspuffseite durch den Zylinderkopf geführt. Um die Zylinder herum, zwischen den Auslasskanälen hindurch und rund um den unteren Teil der Einspritzdüsen und Ventile ist der Kühlmantel gezogen.
Äußerlich unterscheiden sich die Zylinderköpfe von OM 352 und OM 352 A durch die Position des Luftansaugstutzens und der Bauform des Abgaskrümmers. Bei den Saugmotoren ist der Luftfilterkasten mittig auf dem Zylinderkopf montiert, während der vierflutige Abgaskrümmer nach unten führt. Beim Unimog 406 konnte für den Saugmotor auf Wunsch ein zusätzlicher Zyklonfilter geliefert werden. Die Ladermotoren haben einen, beim Unimog nach vorne seitlich oder bei LKWs  hinten geführten Luftansaugstutzen, an dem der Abgasturbolader direkt mit Schläuchen verbunden ist, weil der Motor keinen Ladeluftkühler hat. Der Abgaskrümmer ist auch hier vierflutig, in den frühen LKW Ausführungen mit relativ großen Eberspächer Turbo nach oben geführt, sodass der Abgasstrom das Turbinenrad des Turboladers antreiben kann. Vom Turbolader wird das Abgas durch einen Flanschkrümmer nach unten weg zum Auspuff geleitet. Der Abgasturbolader ist mit einer separaten Öldruckleitung an das Schmiersystem angeschlossen, das heiße Öl läuft über eine zweite Druckleitung vom Lader zurück zum Ölkühler. Zwischen Abgaskrümmer und Zylinderkopfhaube verläuft eine Sammelleitung für das Kühlwasser des Motors, die auf der Vorderseite des Motors mündet und dort mit dem Röhrenkühler verbunden wird. Am Ende des Abgaskrümmers unmittelbar nach dem Turbolader ist eine Drosselklappe eingebaut, die als Motorbremse eingesetzt wird. Über diese Vorrichtung kann der Motor in Verbindung mit  der Nullförderung der Einspritzpumpe auch abgestellt werden.

### Ventiltrieb und Motorsteuerung

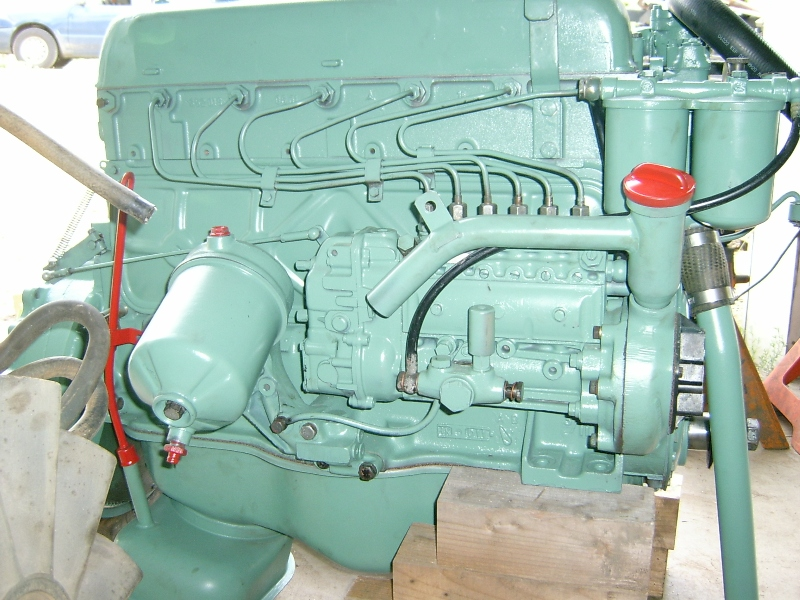
Einspritzpumpenseite eines OM 353 aus einem Unimog 435, gut sichtbar sind Einspritzpumpe und die Druckleitungen zu den Einspritzdüsen.

Die Nockenwelle im Kurbelgehäuse ist vierfach gelagert und aus gehärtetem Vergütungsstahl hergestellt. Sie ist an ihrer Vorderseite flanschförmig ausgebildet, um das schrägverzahnte Antriebsrad aufzunehmen. Zwischen dem Flansch und dem Antriebsrad ist ein weiteres Zahnrad angebracht, das die Einspritzpumpe antreibt. In der Mitte der Nockenwelle ist ein Antriebsrad für die Ölpumpe des Motors. Die im Zylinderkopf hängenden Ventile, je Zylinder ein Ein- und ein Auslassventil gleicher Größe, werden über Stoßstangen und Kipphebel von der Nockenwelle betätigt, Ventilsitzringe hat der Motor nicht. Die Kipphebel sind paarweise auf insgesamt sechs Kipphebelböcken gelagert und werden auf der Kipphebelachse mit Federn gegen die Böcke gedrückt. Der Kraftstoff wird von einer Bosch-Reiheneinspritzpumpe zu den Vierlocheinspritzdüsen gefördert, die über das erwähnte Zahnrad von der Nockenwelle aus angetrieben wird. Der Motor hat ein Filzrohrkraftstofffilter.

### Schmierung und Nebenaggregate
Die Ölpumpe ist in der Mitte des Motors in der Ölwanne platziert. Sie hat ein kurzes Saugrohr mit Ansaugtrichter und Sieb, um das Öl aus der Ölwanne abzusaugen und anschließend durch das Hauptstromfilter der Hauptölleitung zuzuführen. Zusätzlich gibt es noch ein Nebenstromfilter; hinter der Ölpumpe hängt außerhalb der Ölwanne das Hauptölfilter. Oben am Zylinderkopf hängt ein Ölabscheider, der mit einer festen Leitung mit dem Kurbelgehäuse verbunden ist. Weiters hat der Motor einen Ölkühler, der unterhalb des Abgaskrümmers an das Kurbelgehäuse angeflanscht ist. Er wird vom Kühlwasser des Motors umspült. Die Wasserkreiselpumpe ist an der Stirnfläche des Motors in den Zylinderkopf eingebaut, sie wird, wie auch die Lichtmaschine, von einem Keilriemen angetrieben. Auf der Welle der Wasserpumpe ist das Lüfterrad montiert. Der Motor hat ein Kühlwasserthermostat und ein Fernthermometer. Je nach Einsatzzweck des Motors ist er für 12-Volt- oder 24-Volt-Bordnetz ausgelegt. Beim 12-Volt-Bordnetz sind eine 12-Volt-Lichtmaschine mit einer Leistung von 0,24 kW sowie ein 12-Volt-Schubankeranlasser mit einer Leistung von 3 kW eingebaut; beim 24-Volt-Bordnetz ist derselbe Typ 12-Volt-Schubankeranlasser eingebaut, aber eine leistungsfähigere 24-Volt-Drehstromlichtmaschine mit einer Leistung von 1,5 kW, die schon vom Beginn der Kurbelwellenumdrehung an zu laden beginnt. Einige Baumuster haben dennoch einen 24-Volt-Anlasser mit einer Leistung von 4 kW. Als weiteres Nebenagreggat hat der Motor einen Druckluftkompressor.

## Leistungsstufen des Motors
| Leistungsstufe  | 48 kW      | 50 kW      | 59 kW      | 62 kW      | 66 kW      | 74 kW      | 81 kW      | 92 kW      | 93 kW      | 96 kW        | 110 kW     | 115 kW     | 124 kW     | 127 kW     |
| --------------- | ---------- | ---------- | ---------- | ---------- | ---------- | ---------- | ---------- | ---------- | ---------- | ------------ | ---------- | ---------- | ---------- | ---------- |
| Baumuster       | OM 352.919 | OM 352.902 | OM 353.902 | OM 353.902 | OM 352.xxx | OM 352.xxx | OM 353.901 | OM 352.xxx | OM 352.xxx | OM 353.961   | OM 352.xxx | OM 352.xxx | OM 352.xxx | OM 352.xxx |
| Abgasturbolader | nein       | nein       | nein       | nein       | nein       | nein       | nein       | nein       | nein       | nein         | ja         | ja         | ja         | ja         |
| Jahr            | 1964       | 1966       | 1969       | 1971       | 1965       | 1969       | 1969       | 1970       | 1963       | 19xx         | 196x       | 1966       | 1979       | 19xx       |
| Quellenangabe   | [ 18 ]     | [ 19 ]     | [ 20 ]     | [ 21 ]     | [ 22 ]     | [ 23 ]     | [ 24 ]     | [ 22 ]     | [ 3 ]      | [ 3 ] [ 25 ] | [ 3 ]      | [ 2 ]      | [ 26 ]     | [ 3 ]      |

## Technische Daten
| Modell                               | OM 352                        | OM 352                        | OM 352 A                            | OM 353                                | OM 352 A                            |
| Jahr                                 | 1964                          | 1966                          | 1975                                | 1975                                  | 1979                                |
| Fahrzeug                             | Unimog 406                    | Mercedes-Benz L 1113          | Unimog 425                          | Unimog 435                            | Mercedes-Benz LAF 1113              |
| Baumuster                            | 352.919                       |                               |                                     | 353.961                               |                                     |
| ------------------------------------ | ----------------------------- | ----------------------------- | ----------------------------------- | ------------------------------------- | ----------------------------------- |
| Bauart                               | Reihensechszylinder           | Reihensechszylinder           | Reihensechszylinder                 | Reihensechszylinder                   | Reihensechszylinder                 |
| Funktionsprinzip                     | Diesel                        | Diesel                        | Diesel                              | Diesel                                | Diesel                              |
| Ventilsteuerung                      | OHV, zwei Ventile je Zylinder | OHV, zwei Ventile je Zylinder | OHV, zwei Ventile je Zylinder       | OHV, zwei Ventile je Zylinder         | OHV, zwei Ventile je Zylinder       |
| Aufladung                            | –                             | –                             | Abgasturbolader ohne Ladeluftkühler | –                                     | Abgasturbolader ohne Ladeluftkühler |
| Motorschmierung                      | Druckumlauf (Nasssumpf)       | Druckumlauf (Nasssumpf)       | Druckumlauf (Nasssumpf)             | Druckumlauf (Nasssumpf)               | Druckumlauf (Nasssumpf)             |
| Gemischbildung                       | Direkteinspritzung            | Direkteinspritzung            | Direkteinspritzung                  | Direkteinspritzung                    | Direkteinspritzung                  |
| Einspritzpumpe                       |                               | Bosch PES6A80C410R52085       |                                     |                                       |                                     |
| Bohrung × Hub                        | 97 mm × 128 mm                | 97 mm × 128 mm                | 97 mm × 128 mm                      | 97 mm × 128 mm                        | 97 mm × 128 mm                      |
| Hubraum                              | 5675 cm³                      | 5675 cm³                      | 5675 cm³                            | 5675 cm³                              | 5675 cm³                            |
| Nennleistung                         | 48 kW bei 2550 min−1          | 93 kW bei 2800 min−1          | 110 kW bei 2550 min−1               | 96 kW bei 2800 min−1                  | 124 kW bei 2800 min−1               |
| Maximales Drehmoment                 | 232 N·m bei xxxx min−1        | 353 N·m bei 1600 min−1        | 461 N·m bei 1600 min−1              | 363 N·m bei 1700 min−1                | xxx N·m bei xxxx min−1              |
| Leerlaufdrehzahl                     | xxx min−1                     | xxx min−1                     | xxx min−1                           | 700 min−1                             | xxx min−1                           |
| Mittlerer Arbeitsdruck               | 513,7 kPa                     | 781,7 kPa                     | 1021 kPa                            | 803,8 kPa                             |                                     |
| Mittlere Kolbengeschwindigkeit       |                               | 11,95 m/s                     |                                     |                                       |                                     |
| Kurbelverhältnis                     |                               | 3,59                          |                                     |                                       |                                     |
| Einspritzdruck                       |                               | 19,6 MPa                      |                                     | 19,6 MPa                              |                                     |
| Verdichtungsverhältnis               |                               | 17 : 1                        | 16 : 1                              | 17 : 1                                |                                     |
| Kompression bei Motorstart           |                               |                               |                                     | 2,2 – 2,4 MPa nicht weniger als 2 MPa |                                     |
| Masse                                |                               | 410 kg                        |                                     | 460 kg                                | 460 kg                              |
| Zündfolge                            | 1–5–3–6–2–4                   | 1–5–3–6–2–4                   | 1–5–3–6–2–4                         | 1–5–3–6–2–4                           | 1–5–3–6–2–4                         |
| Ölwannenfüllmenge                    |                               | 7–9 l                         |                                     |                                       |                                     |
| Wasserkühlerfüllmenge                |                               | 24 l                          |                                     |                                       |                                     |
| Ventilspiel (kalt) [Einlass/Auslass] |                               | 0,2 mm / 0,3 mm               | 0,4 mm / 0,6 mm                     | 0,2 mm / 0,3 mm                       | 0,4 mm / 0,6 mm                     |
| Öffnung Einlassventil                |                               | 29° vor OT                    |                                     | 18° vor OT                            |                                     |
| Schließung Einlassventil             |                               | 55,9° nach UT                 |                                     |                                       |                                     |
| Öffnung Auslassventil                |                               | 54° vor UT                    |                                     |                                       |                                     |
| Schließung Auslassventil             |                               | 20,8° nach OT                 |                                     |                                       |                                     |
| Förderbeginn Einspritzpumpe          |                               | 23+8° vor OT                  |                                     |                                       |                                     |
| Lichtmaschine                        |                               | 12 V, 0,24 kW                 |                                     |                                       |                                     |
| Quelle                               | [ 18 ]                        | [ 8 ]                         | [ 28 ]                              | [ 25 ] [ 29 ]                         | [ 6 ] [ 26 ]                        |